# Jürgen Palm
Jürgen Palm (* 25. Juni 1935 in Solingen; † 16. August 2006 in Rapid Springs) war ein deutscher Sportfunktionär. Er wurde insbesondere als Mitbegründer der „Trimm-Dich-Bewegung“ bekannt.

## Leben
Palm brachte sich im Solinger Turnerbund ab dem 16. Lebensjahr ehrenamtlich als Kinderturnwart ein. Er bestand 1955 sein Abitur und studierte anschließend an der Deutschen Sporthochschule Köln. Im Anschluss an seinen Diplomabschluss war er im Schuldienst tätig, trat aber bereits 1958 die Stelle als Bundesjugendsekretär der Deutschen Turnerjugend an und wurde in diesem Amt Nachfolger von Ommo Grupe. 1960 nahm Palm beim Deutschen Sportbund (DSB) seinen Dienst als hauptamtlicher Breitensport-Referent an. Im Rahmen dieser Tätigkeit war er insbesondere in Zusammenarbeit mit Jürgen Dieckert für die Ausarbeitung und Umsetzung der „Trimm-Dich-Bewegung“ verantwortlich, die auf Geheiß des damaligen DSB-Vorsitzenden Willi Daume entwickelt wurde. Er wurde als „Trimmvater der Nation“ bezeichnet. Zum Thema Breitensport brachte Palm als Verfasser beziehungsweise Mitautor mehrere Bücher heraus, darunter „Üb mit – bleib fit: Praxis für den Übungsleiter“ (1965), „Sport für alle“ (1971), „Trimm Dich am Wochenende“ (1972) und „Gut für ihr Aussehen ein Programm aktiver Schönheitspflege“.
Palm setzte sich für die Gründung eines internationalen Breitensportverbandes ein, was 1991 mit der TAFISA geschah. Er übernahm das Präsidentenamt, welches er bis 2005 innehatte. Anschließend wurde er zum TAFISA-Ehrenpräsidenten ernannt. Nach Palm wurde zudem ein Preis benannt, der als wichtigste Auszeichnung der TAFISA unter anderem Walther Tröger sowie Gudrun Doll-Tepper verliehen wurde.
Er war 1989 an der Einführung des Programms „Integration durch Sport“ beteiligt. 1991 wurde in Budapest seine Doktorarbeit zum Thema „Sport für Alle: Ansätze von der Utopie zur Realität“ angenommen. Im weiteren Verlauf seines Berufslebens wurde ihm ehrenhalber die Professorenwürde verliehen. 1998 schied er aus dem Dienst beim Deutschen Sportbund aus. Er blieb dennoch als Sportfunktionär tätig, brachte 2002 die Kampagne „Sport tut Deutschland gut“ und 2003 die Auszeichnung „Sterne des Sports“ auf den Weg.
In Artikeln und Aufsätzen, die unter anderem in Sammelwerken sowie der Zeitschrift des Allgemeinen Deutschen Hochschulsportverband, der Zeitschrift der Deutschen Olympischen Gesellschaft („Olympisches Feuer“) und weiteren Fachblättern veröffentlicht wurden, beschäftigte sich Palm mit Themen wie „Der Mensch und die Bewegung in der virtuellen Welt“, dem Fitnesssport, „Animation im Freizeitsport“ „Olympische Idee und der Sport für Alle“, „Sport als ökonomisches und soziales Kapital“ „Der Sportverein – Gewinnorientierter Dienstleistungsbetrieb oder ideelle Erlebniswelt?“ und „Was der Sport für die Gesellschaft bedeutet“. 1997 brachte er „Mitarbeit im Sportverein. Werkbücher für die moderne Vereinsführung“ heraus.
2004 wurde ihm der „Dwight D. Eisenhower Fitness Award“ der US-Vereinigung für Sportkunst, -geschichte und -literatur American Sport Art Museum and Archives (ASAMA) verliehen.
Palm erlitt im August 2006 während eines Aufenthalts in den Vereinigten Staaten einen Herzinfarkt und starb in Rapid Springs. Anlässlich Palms Tod bezeichnete Thomas Bach ihn als „einen der großen Pioniere des Breitensports in Deutschland und in der ganzen Welt“.